# ŠK Svätý Jur
ŠK Svätý Jur (tiếng Việt: Câu lạc bộ bóng đá St George) là một câu lạc bộ bóng đá Slovakia, đến từ thị trấn Svätý Jur. Câu lạc bộ được thành lập năm 1921 và kình địch của đội là PŠC Pezinok.

## Đội hình hiện tại
Tính đến ngày 25 tháng 2 năm 2018

Ghi chú: Quốc kỳ chỉ đội tuyển quốc gia được xác định rõ trong điều lệ tư cách FIFA. Các cầu thủ có thể giữ hơn một quốc tịch ngoài FIFA.
| Số | VT | Quốc gia   | Cầu thủ                   |
| -- | -- | ---------- | ------------------------- |
| 1  | TM | Tunisia    | Aymen Krouma (Đội trưởng) |
| 2  | HV | Bỉ         | Samuel Khan               |
| 3  | HV | Pháp       | Cissé Mahmoud             |
| 4  | HV | Slovakia   | Peter Doležaj (Đội phó)   |
| 5  | HV | Slovakia   | Martin Mikušovič          |
| 6  | HV | Pháp       | Kemoko Doumbouya          |
| 7  | HV | Slovakia   | Denis Achberger           |
| 7  | HV | Slovakia   | Patrik Volf               |
| 8  | TV | Brasil     | Matheus da Silva Lima     |
| 9  | TV | Kazakhstan | Nursultan Baigazy         |

| Số | VT | Quốc gia   | Cầu thủ                          |
| -- | -- | ---------- | -------------------------------- |
| 10 | TV | Brasil     | Gabriel Matheus da Rocha Machado |
| 11 | TV | Brasil     | Gabriel Coutinho Dominiciano     |
| 12 | TĐ | Slovakia   | Kristián Wurst                   |
| 13 | TV | Slovakia   | Filip Briška                     |
| 14 | HV | Kazakhstan | Aksultan Assainov                |
| 15 | TĐ | Pháp       | Iven Malulu Dndolwezi            |
| 15 | TĐ | Ukraina    | Ivan Shevchenko                  |
| 16 | TV | Slovakia   | Patrik Kemlage                   |

Về các chuyển nhượng gần đây, xem Danh sách chuyển nhượng bóng đá Slovakia đông 2016-17.

## Cầu thủ đáng chú ý
Từng thi đấu cho các đội tuyển quốc gia tương ứng. Các cầu thủ có tên in đậm thi đấu cho đội tuyển quốc gia khi thi đấu cho ŠK.
- Henrich Benčík
- Mário Breška
- Peter Doležaj